# 九州日報
九州日報（きゅうしゅうにっぽう）は、1887年（明治20年）に玄洋社系の新聞『福陵新報』として創刊された日本の日刊新聞。福岡県を中心に九州一円で販売されていた。現在の『西日本新聞』の前身のひとつである。

## 歴史
- 1887年（明治20年）8月：福岡本町の福陵新報社（社長頭山満）より「福陵新報」を創刊。
- 1898年（明治31年）5月：福陵新報を『九州日報』に改題。
- 1926年（大正15年）10月: 資本金30万円とし、株式会社九州日報社に改組。
- 1933年（昭和8年）2月：中野正剛の慫慂を受けた千倉豊（千倉書房社長）が社長を兼務（～1935年4月）。
- 1940年（昭和15年）：九州日報社、読売新聞社（現・読売新聞東京本社）の経営に移る。
- 1942年（昭和17年）8月10日：九州日報、新聞統制により『福岡日日新聞』と合同、『西日本新聞』となる。
- 1943年（昭和18年）4月17日：九州日報社と福岡日日新聞合資会社が合併、福岡日日側が存続法人となって『株式会社西日本新聞社』発足。「九州日報」の名称が消える。

## 関連人物
- 頭山満 - 前身である『福陵新報』の創業者。
- 古島一雄 - 初代主筆。
- 宮崎滔天 - 「番外記者」として活躍。
- 宮崎来城 - 従軍記者として活躍。日清戦争の取材などを行う。
- 夢野久作 - 遊軍記者として活躍。関東大震災の際は九州日報の記者として被災地を取材。

## 備考
九州日報は1940年（昭和15年）に読売新聞社の傘下となって、九州に読売進出の足がかりとなったが、新聞統制で消滅した。その後は西日本新聞が読売新聞と報道協定を結ぶ形となったが、社内では、合併前の経緯から読売と親密な九州日報系と、読売と対立していた福岡日日新聞系とで、関係に温度差があり、別途福岡日日新聞系の役員・社員の主導で産業経済新聞（産経新聞）とも協力関係を築くようになった。
1964年（昭和39年）に当時読売新聞の会長だった正力松太郎の方針で北九州市で『読売新聞西部本社』を設立させ、同年9月23日から九州地域に於いての読売新聞の発行を開始し、読売は22年ぶりに九州に“再進出”を果たした。なおこの際、西日本新聞系列であった当時日本テレビ系列のテレビ西日本（TNC）は読売進出に危機感を抱いた西日本新聞社（特に旧福岡日日新聞系）の影響で日本テレビ系列を離脱し、フジテレビ系列にネットチェンジしている。